# Fonadhoo
Fonadhoo (malediw. ފޮނަދޫ) – wyspa na Malediwach, stolica atolu Laamu. Według danych na rok 2014 liczyła 2266 mieszkańców.